# La pequeña Lulú
La pequeña Lulú (Little Lulu en inglés) es un personaje estadounidense de historietas, creado en 1935 por la caricaturista Marjorie Henderson Buell, conocida como "Marge", y posteriormente adaptado a una serie de dibujos animados.

## Trayectoria editorial
La pequeña Lulú empezó siendo una viñeta gráfica. Desde 1945, se comenzó a publicar  en una revista semanal. El dibujante John Stanley retomó a Lulú desde 1945 al año 1959 , la rediseñó (en parte) y la adaptó a historieta larga, luego de que Marge optara por hacer un humor más adulto en sus tiras cómicas.

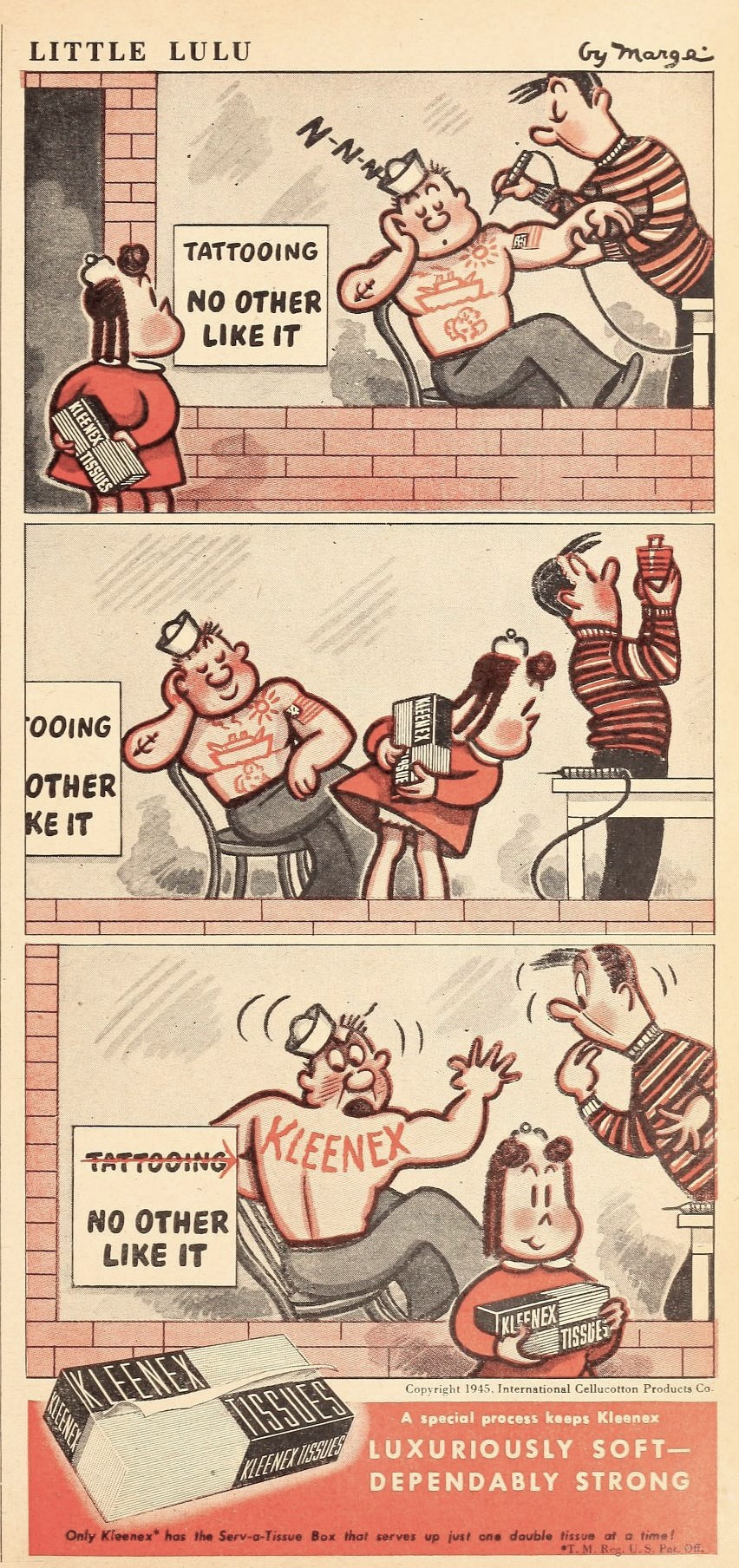
Anuncio de pañuelos de papel en un número de 1946 de la revista Modern Screen.

## Dibujos animados
La primera adaptación a los dibujos animados fue en 1943, y corrió por cuenta de la compañía Famous Studios, que hacía películas para la Paramount Pictures.
Años más tarde, en 1976, los personajes aparecieron en la serie animada en versión anime The Little Lulu to Chicchai Nakama, obra de los Nippon Animation Studios, y relanzada en los Estados Unidos por Ziv International. Es la primera adaptación realizada netamente para la televisión. Esta es la primera versión oficial para televisión en casi todo el mundo. En Latinoamérica, el tema principal fue interpretado por el chileno Memo Aguirre. 
Episodios (Títulos hispanoamericanos):
1. Lulú quiere ser un ángel.
2. Lulú es niñera de Toby.
3. El Club Secreto.
4. Prueba de resistencia para Toby.
5. Salven a los prisioneros.
6. La bombero Lulú al rescate.
7. La gran carrera.
8. Lulú y los piratas.
9. La muñeca de Toby.
10. El gran jefe indio.
11. La despedida de Pepe.
12. Una hermosa espía.
13. La cacería del conejo.
14. Bienvenidas las niñas.
15. El árbol enfermo.
16. ¿Dónde está ese loro?.
17. El nuevo mayordomo.
18. Regreso a la escuela.
19. La guerra de la pintura.
20. Lulú ¿niña prodigio de la música?
21. El cumpleaños de Jaime.
22. Que el verdadero marciano se ponga de pie.
23. La moneda de la suerte.
24. Rey de los petroleros.
25. El día del pavo.
26. El cumpleaños de mamá.

Desde 1995 hasta 1997, la serie se emitió en los Estados Unidos por HBO como The Little Lulu Show, serie producida por Cinar Animation con voz de Tracey Ullman. La serie se basaba en los personajes de Marge, pero conservaba el estilo fisonómico del ilustrador  John Stanley. También fue transmitida mundialmente en Cartoon Network.

## Personajes principales
- Lulú Mota (Lulu Moppet): (10 años) La protagonista. Es una niña peinada con bucles, muy simpática, aunque a veces muy traviesa. Tiene una personalidad alegre y dinámica, además de tener un cierto grado de sentido común. Sus padres insisten en que aprenda a tocar el piano.
- Marta Mota (Martha Moppet): Mamá de Lulú.
- Jorge Mota (George Moppet): Papá de Lulú. No admite niños molestos, solo Anita tiene permiso para entrar en casa de Lulú.
- Toby Tapia (Thomas Tomkins, llamado Tubby): (10 años) Niño gordo con sombrero de marinero, es el capitán del grupo de niños que tiene en su club, cuyo lema está escrito en la pared exterior de madera: No se admiten mujeres. Sin embargo, Toby y Lulú se ayudan en ciertos momentos y, de hecho, pueden considerarse amigos, aunque hay ocasiones en que son grandes enemigos. A Toby le gusta Gloria, pero se cree que está más enamorado de Lulú, aunque nunca lo vaya a admitir. Sus papás lo obligan a estudiar violín. En ocasiones asume una actitud detectivesca para resolver pequeños embrollos de la casa de Lulú, llamándose a sí mismo "La Araña" y diciendo "Este es un caso para La Araña"; por lo general, aunque no siempre, al final el responsable suele ser el papá de Lulú, a quien considera en esta faceta "el enemigo público número uno".
- Fito (Alias A.J.) (Iggy Inch):[3] (10 años) Fiel amigo de Toby. Se caracteriza por tener la cabeza rapada, por ser un poco más pequeño de estatura que sus amigos del club y por su personalidad un tanto caótica, pues en ocasiones cambia de temperamento rápidamente.
- Anita (Annie Inch): (10 años) Fiel amiga de Lulú y hermana de Fito; también un poco más baja de estatura que Lulú. Es un poco más descuidada, malgeniada y pendenciera que Lulú, y posee una personalidad observadora. Tiene dientes prominentes.
- Pepe del Salto (Wilbur Van Snobbe):[4] (11 años) Niño rubio, rico, muy superficial y engañoso, del cual están enamoradas casi todas las niñas, y a veces Lulú también. En ocasiones sus acciones pueden traerle consecuencias un tanto malas. En la historieta no forma parte del club de Toby, a pesar de sus repetidos esfuerzos en ese sentido.
- Gloria (Gloria Goode): (10 años) Niña rubia y guapa, también muy superficial, gran amiga de Pepe (se rumorea que ella y Pepe son novios). Casi todos los niños del vecindario están enamorados de ella.
- Memo (Alvin Jones): (5 años) Pequeño vecino de Lulú, muy travieso y caprichoso, que le da muchas contrariedades a su mamá con sus diabluras. Lulú suele contar cuentos a Memo inventados por ella misma con su portentosa imaginación.
- Los Chicos del Oeste (The West Side Boys): (12 años todos) Matones, pandilleros y vándalos locales del barrio en el que viven, y enemigos de Toby y sus amigos.
- Tino (Willy Wilkins): (12 años) Mejor amigo de Toby y presidente del club, viste saco verde y boina.
- Susie (Suzy): (10 años) Novia de Tino.
- Lalo (Eddie Stimson): (12 años) Niño rubio miembro del club; suele llevar un gorro azul que asemeja una corona.
- Cati (Kathy Crowe): Amiga de Memo, de su misma edad; aparece en las raras ocasiones en que Memo es protagonista.
- Chobi (Chubby Tompkins): Primo de Toby, igual que él pero de menor edad y más bajo; hasta usa la misma vestimenta y sombrero de marinero.
- Robi: Otro primo de edad y estatura intermedia entre Toby y Chobi, pero igual que ellos, y usa la misma vestimenta y gorro de marinero. Aparece muy raramente.
- El abuelo Febo (Grandpa Feeb or McFeeb): Abuelo chiflado de Fito y Anita, vive en una nueva infancia, inventa juegos alocados y se hace cómplice de las travesuras de Lulú y Anita.
- La Señorita Tic (Miss Feeny): Maestra de escuela de Lulú; es una joven y guapa señorita de pelo negro y anteojos, estricta, pero comprensiva.
- El inspector Fabio Fobia: Inspector encargado de vigilar a los niños y evitar que falten o se evadan de la escuela (hacer novillos, tirarse la pera). Con frecuencia trata de capturar a Lulú o Toby, quienes generalmente son inocentes, pues salen de la escuela para hacer un recado.
- La bruja Ágata (Witch Hazel): Bruja malvada de los cuentos que narra a Memo Lulú; en las historietas son características sus palabras «cacle, cacle»;[5] tiene una sobrina brujita de nombre Alicia.
- La brujita Alicia (Little Itch): Bruja niña de los cuentos de Lulú; es la sobrina de la bruja Ágata y su exclamación es «quicle, quicle».[6]
- La niña buena (Poor Little Girl):[7] Es una niña de los cuentos de Lulú, y es idéntica a ella; en algunos cuentos es una niña muy pobre que vive en el bosque con sus padres o es huérfana y en otras ocasiones vive en la ciudad y es de clase media como la misma Lulú. Suele ser la víctima de las maldades de la brujita Alicia y su tía Ágata.
- El niño malo: Es un niño de los cuentos que Lulú narra a Memo, y es idéntico a él; los cuentos que protagoniza son una forma de Lulú de dar una lección a Memo por alguna travesura o desatino que ha cometido, pues indirectamente le da a entender que el niño malo es el mismo Memo. En otras ocasiones, es la niña idéntica a Lulú la que protagoniza los cuentos aleccionadores de Lulú.
- Sami (Sammi): Un diminuto marciano del espacio, amigo de Tobi.
- Eddie: (10 años) Novio de Margarita y Hermano de Gloria.
- Margarita (Margie): (10 años) Novia de Eddie.

## El Club de Toby
Estos chicos son amigos y compañeros de Toby Tapia, y, con el nombre de «El Club Secreto», celebran reuniones en una caseta de madera. Su lema está escrito en la pared exterior: «No se admiten mujeres». Suelen atormentar a Lulú y a las otras chicas. A veces, se ponen en contra de Toby, por no pagar las cuotas del club frecuentemente.
A veces terminan necesitando de Lulú y de su ingenio, sobre todo contra sus rivales de la ciudad: Los Chicos del Oeste.
- Toby Tapia: fundador del club.
- Fito (Alias A.J.): miembro del club.
- Tino: presidente del club.
- Lalo: miembro del club; suele ser el tesorero.

## Curiosidades
- El pseudónimo de Lulú fue utilizado por Lourdes Flores para postular su candidatura a la alcaldía de Lima.